# Грамон, Филибер де
Граф Филибер де Грамон (фр. Philibert de Gramont; 1621, Замок Бидаш — 30 января 1707, Париж) — французский аристократ.

## Биография
Второй сын герцога Антуана II де Грамона и Клод де Монморанси, единокровный брат маршала Грамона и двоюродный брат маршала Люксембурга.
Предназначался к церковной карьере, обучался в иезуитском коллеже в По, но затем вступил в армию и под началом принца Томаса в 1643 году участвовал в осаде Трино. Затем воевал под командованием своего брата маршала Грамона и принца Конде. Участвовал во Фрайбургском сражении (1644), битвах при Нёрдлингене (1645) и Лансе (1648).
Во время Фронды был сторонником Конде, с которым ушел в Испанские Нидерланды. Некоторое время провел при Туринском дворе, затем вернулся во Францию и в 1654 году принял участие в снятии осады Арраса. В 1662 году граф попал при дворе в опалу из-за попыток ухаживания за фрейлиной королевы-матери мадемуазель де Ламот-Уданкур, к которой был неравнодушен Людовик XIV. Перебравшись в Англию, вел разгульную жизнь при дворе Карла II. В 1664 году получил разрешение вернуться ко двору Людовика, после чего еще несколько раз приезжал в Англию с небольшими поручениями.
Служил в королевской армии при завоевании Франш-Конте (1668), участвовал в Голландской кампании (1672), осадах Маастрихта (1673), Камбре (1677) и Намюра (1678). Бездетный старший брат граф де Тулонжон назначил Филибера своим наследником. Король дал графу де Грамону генеральное наместничество в Берри, от которого тот отказался в пользу своего племянника маркиза де Фёкьера.
Герцог де Сен-Симон дает графу де Грамону следующую характеристику:

Это был человек большого ума, причем ума насмешливого, находчивого, тонкого, человек, безошибочно подмечавший дурные, смешные и слабые стороны каждого и умевший двумя неизгладимыми штрихами обрисовать человека; к тому же он обладал дерзостью делать это прилюдно, в присутствии Короля, и даже предпочтительно перед ним, а не в каком-нибудь ином месте, и ни заслуги, ни знатность, ни милости, ни высокие должности — ничто не могло защитить ни мужчин, ни женщин от его язвительных стрел. Избрав себе сие ремесло, коим он забавлял Короля, одновременно уведомляя его о тысяче неприятных вещей, он приобрел право свободно говорить государю обо всем и обо всех, вплоть до его министров. Ничто не ускользало от этого бешеного пса. А всем известная трусость спасала его от расплаты за укусы. При этом он был бесстыдным мошенником, плутовавшим в открытую, и всю жизнь играл, причем по-крупному. Впрочем, он всегда загребал обеими руками и при этом всю жизнь сидел без гроша, и даже благодеяния Короля, у которого он неизменно вытягивал много денег, не могли обеспечить ему даже видимости достатка.— Сен-Симон. Мемуары. 1701—1707. Кн. II. — М., 2016. — С. 957
В 1684 году, после смерти маршала Навая «даром получил» губернаторство в Ла-Рошели и Они, которое в 1687-м за большую сумму продал графу де Гасе. 31 декабря 1688 в Версале Филибер де Грамон был пожалован в рыцари орденов короля. Он получил доступ первого разряда (premiėtes entrées) в королевскую опочивальню и, «можно сказать, дневал и ночевал при дворе».

Он не стеснялся гнуснейшим образом заискивать перед людьми (коль скоро у него появлялась в них нужда), которых ранее безжалостно мешал с грязью, и, едва получив от них  желаемое, готов был все начинать сначала. Ни данное слово, ни честь настолько не имели для него никакого значения, что он даже сам рассказывал о себе тысячи забавных историй, до такой степени бахвалясь своей гнусностью, что запечатлел ее для потомков в мемуарах о своей жизни, которые всякий может прочесть, но которые не осмелились бы опубликовать даже его злейшие враги. Одним словом, все было ему дозволено, и он сам позволял себе все. (…) В восемьдесят пять лет, за год до кончины, когда он уже был очень плох, жена заговорила с ним о Боге. Прожив жизнь в полном забвении имени Господа, он был повергнут в изумление упоминанием о святых таинствах. В конце концов, обернувшись к супруге, он спросил: «Но, графиня, неужели все, что ты говоришь, правда?» А после того как она прочла «Отче наш», сказал ей: «Графиня, это очень красивая молитва, кто ее сочинил?» Для религии в его душе не нашлось даже самого крохотного уголка. Его рассказов и похождений хватило бы на множество томов, каковые, однако, были бы весьма жалкими, убери из них бесстыдство, остроумные реплики, а порой и гнусную злобу. При всех этих пороках, к коим не примешивалось ни  капли добродетели, он полностью подчинил себе двор и держал его в страхе и почтении; а посему двор вздохнул с облегчением, избавившись от этого бича, коего Король всю жизнь отличал и коему оказывал покровительство. — Сен-Симон. Мемуары. 1701—1707. Кн. II. — М., 2016. — С. 958
На самом деле скандальные «Мемуары графа де Грамона» были выпущены в 1713 году в Кёльне его зятем Энтони Гамильтоном, который использовал рассказы Филибера. Сам граф, по некоторым сведениям, «не умел грамотно писать», но слыл превосходным рассказчиком.

## Семья
Жена: Элизабет Гамильтон (ок. 1641—3 июня 1708), дочь баронета Джорджа Гамильтона и Мэри Батлер. Филибер женился на ней в Англии против своей воли, к чему его принудили братья невесты, «шокированные 
скандальным характером его влюбленности»
Дети:
- Клод-Шарлотта (ок. 1665—1739). Муж (16.04.1694): Генри Ховард (ок. 1648—1719), граф Стаффорд
- Мари-Элизабет (27.12.1667—1706), аббатиса Сен-Мари-де-Пуасси в Лотарингии